# Altos del Rosario
Altos del Rosario là một khu tự quản thuộc tỉnh Bolívar, Colombia. Thủ phủ của khu tự quản Altos del Rosario đóng tại Altos del Rosario Khu tự quản Altos del Rosario có diện tích 304 ki lô mét vuông. Đến thời điểm ngày 28 tháng 5 năm 2005, Altos del Rosario có dân số người.